# ك. س. إبراهام
ك. س. إبراهام (بالإنجليزية: K. C. Abraham)‏ هو سياسي هندي، ولد في 20 يناير 1899، وتوفي في 14 مارس 1986. حزبياً، نشط في المؤتمر الوطني الهندي. وقد انتخب عضو المجلس التشريعي ولاية كيرالا.